# Списък на управителите на Нидерландия
Списък на управителите на провинциите в Нидерландия
Управителите (Щатхалтер) са представители на князете в провинциите в Нидерландия. След основаването на Нидерландската република и откъсването от Испания управителите се номинират от провинциите. По времето на Осемдесетгодишната война съществуват отчасти конкуриращи се управители на испанския крал и на провинциите.

## Управители наХоландия,ЗеландияиУтрехт
През 1428 г. Графство Холандия и Зеландия са на Филип Добрия от Бургундия. От 1433 г. той е заместван от един управител. По-късно Холандия и Зеландия преминават от бургундите на Хабсбургите.
От 1528 г. управителите на Холандия са също управители и на Утрехт. Преди това време Утрехт нямал управител и е бил самостоятелно княжество.
- Hugo von Lannoy, Herr von Santes (1433–1440)
- Wilhelm von Lalaing, Herr von Bingincourt (1440–1445)
- Gozewijn de Wilde (1445–1448)
- Johann von Lannoy (1448–1462)
- Ludwig von Gruuthuse (1462–1477)
- Wolfhart VI. von Borsselen, Herr von Veere (1477–1480)
- Joost von Lalaing, Herr von Montigny en Hantes (1480–1483)
- Johann III. von Egmond (1483–1515)
- Хайнрих III от Насау-Бреда (1515–1521)
- Anton von Lalaing, граф на Hoogstraten (1522–1540)
- Рене де Шалон (1540–1544)
- Ludwig von Flandern, Herr von Praet (1544–1546)
- Максимилиан II от Бургундия (1547–1558)
- Вилхелм I от Орания-Насау (1559–1567)
- Maximilien de Hénin-Liétard, граф на Бусю (1567–1573)
- Philipp von Noircarmes (1573–1574)
- Adolf von Neuenahr (1584–1589; само в Утрехт)
- Мориц фон Насау (1585–1625; до 1589 само в Холандия и Зеландия)
- Фридрих Хайнрих, принц на Оранж (1625–1647)
- Вилхелм II от Орания-Насау (1647–1650)
- Управителската чест не се дава (1650–1672)
- Уилям III (Вилхелм III) от Орания-Насау (1672–1702)
- Управителската чест не се дава (1702–1747)
- Вилхелм IV от Орания-Насау (1747–1751)
- Вилхелм V от Орания-Насау (1751–1795), регенти: Анна фон Хановер (1751–1759), Лудвиг Ернст фон Брауншвайг-Волфенбютел (1759–1766)

## Управители наФризия
От 1515 г. Фризия е към Хабсбургска Нидерландия и щатхалтерът се назначава от управлението в Брюксел. От 1528 г. фризкият щатхалтер управлява също и Оверейсел от 1536 г. също Гронинген и Дренте
Фризия по времето на Обединена Нидерландия назначава свои управители. От Вилхелм IV всички територии имат същия щатхалтер.
- Floris von Egmond, граф на Бурен (1515–1518)
- Wilhelm von Roggendorf (1518–1521)
- Georg Schenck von Tautenburg (1521–1540)
- Maximilian von Egmond, граф на Бурен (1540–1548)
- Johann von Ligne, граф на Аренберг (1549–1568)
- Karl von Brimeu, граф на Меген (1568–1572)
- Gilles de Berlaymont, господар на Хиргес (1572–1574)
- Caspar de Robles (1574–1576)
- Georg von Lalaing, граф на Рененберг (1576–1581)
- Франциск Вердуго (1581–1594)
- Вилхелм I от Орания-Насау (1580–1584)
- Вилхелм Лудвиг от Насау (1584–1620)
- Ернст Казимир от Насау-Диц (1620–1632)
- Хайнрих Казимир I от Насау-Диц (1632–1640)
- Вилхелм Фридрих от Насау (1640–1664)
- Хайнрих Казимир II от Диц-Насау (1664–1696), регенти: Албертина Агнес от Орания-Насау (1664–1673)
- Йохан Вилхелм Фризо от Насау-Диц (1696–1711), регенти: Хенриета Амалия от Анхалт (1696–1707)
- Вилхелм IV от Орания-Насау (1729–1751), регенти: Мари Луиза от Хесен-Касел (1711–1729)
- Вилхелм V на Орания-Насау (1751–1795)

## Управители наГронинген
Между 1519 и 1536 г. Гронинген попада на гелдернския херцог Карл от Егмонд, който се представя от 1519 до 1530 г. чрез управител. От 1536 г. Гронинген и Дренте са част на Хабсбургска Нидерландия. Управителят на Фризия и Оверейсел управлява и в тези територии. По време на Осемдесетгодишната война Гронинген е част на Обиденена Нидерландия и назначава свои щатхалтери.
- Cristoffel von Meurs (1519–1522)
- Jasper von Marwijck (1522–1530)
- Karl von Egmond (1530–1536)
- Ludolf Coenders (1536)
- Georg Schenck von Tautenburg (1536–1540)
- Maximilian von Egmond, граф на Бурен (1540–1548)
- Johann von Ligne, граф на Аренберг (1549–1568)
- Karl von Brimeu, граф на Меген (1568–1572)
- Gilles de Berlaymont, Herr на Hierges (1572–1574)
- Caspar de Robles (1574–1576)
- Georg von Lalaing, граф на Рененберг (1576–1581)
- Франциско Вердуго (1581–1594; от 1584 в град Гронинген)
- Вилхелм Лудвиг от Насау (1584–1620; от 1594 също и в град Гронинген)
- Мориц от Насау (1620–1625)
- Ернст Казимир от Насау-Диц (1625–1632)
- Хайнрих Казимир I от Насау-Диц (1632–1640)
- Вилхелм Фридрих от Насау (1640–1664)
- Хайнрих Казимир II от Насау-Диц (1664–1696), регенти: Албертине Агнес от Орания-Насау (1664–1673)
- Йохан Вилхелм Фризо от Насау-Диц (1696–1711), регенти: Хенриета Амалия от Анхалт (1696–1707)
- Управителската чест не се дава (1707–1729)
- Вилхелм IV от Орания-Насау (1729–1751)
- Вилхелм V от Орания-Насау (1751–1795)

## Управители наДренте
Управителите на Дренте са до 1696 г. същите както в Гронинген. 1696 г. Вилхелм III, управителят на Холандия, е избран вместо фризийския управител Йохан Вилхелм Фризо. Когато Вилхелм III умира бездетен 1702 г., Дренте също както голяма част от Нидерландия е без щатхалтер, докато 1722 г. фризийският управител Вилхелм IV става управител и на Дренте. По-късно той е управител на всички провинции.

## Управители наОверейсел
През 1528 г. Оверейсел, който преди това е към Епископство Утрехт, попада в Хабсбургска Нидерландия. От тогава има същия управител, както на Фризия. От Осемдесетгодишната война Оверейсел става част на Обединена Нидерландия и номинира от 1584 г. свои щатхалтери.
- Адолф от Neuenahr (1584–1589)
- Мориц от Насау (1590–1625)
- Фридрих Хайнрих от Орания (1625–1647)
- Вилхелм II от Орания-Насау (1647–1650)
- Управителската чест не се дава (1650–1675)
- Вилхелм III от Орания-Насау (1675–1702)
- Управителската чест не се дава (1702–1747)
- Вилхелм IV от Орания-Насау (1747–1751)
- Вилхелм V от Орания-Насау (1751–1795)

## Управители наГелдерланд
Херцогство Гелдерн е 1473 г. на Карл Дръзки, който се представя чрез един щатхалтер. През 1492 г. Карл от Егмонд става херцог. От 1492–1504 г. той управлява сам Гелдерн. Неговият наследник Вилхелм назначава отново управители. През 1543 г. Карл V получава хабсбургска-бургундска Нидерландия. От 1584 г. Гелдерланд е част на Седемте Обединени Провинции под управлението на щатхалтера на Оверейсел.
- Wilhelm von Egmond sen. (1473–1474)
- Philippe I. de Croÿ, граф на Chimay (1474–1477)
  - Wilhelm von Egmond sen. (1474–1475)
  - Wilhelm von Egmond jr. (1475–1476)
- Wilhelm von Egmond jr. (1480–1481)
- Adolf III. von Nassau-Wiesbaden-Idstein (1481–1492)
- Johann V от Насау-Диц (1504–1505)
- Филип Красивия (1505–1507)
- Floris von Egmond (1507–1511)
- René von Chalon (1543–1544)
- Philip de Lalaing, граф на Hoogstraten (1544–1555)
- Philippe de Montmorency, граф на Hoorn (1555–1560)
- Karl von Brimeu, граф на Megen (1560–1572)
- Gilles de Berlaymont, Herr von Hierges (1572–1577)
- Maximilien de Hénin-Liétard, граф на Boussu (1577–1578)
- Йохан VI от Насау-Диц (1578–1581)
- Wilhelm IV. von Bergh-s'-Heerenberg (1581–1583)
- Adolf von Neuenahr (1584–1589)

## Управители на Лимбург
- 1542-1572 Йохан I от Източна Фризия
- 1574-1578 Arnoud Huyn van Amstenraedt
- 1578-1579 Christoffel van Mondragon
- 1579-1597 Claude van Wittem van Beersel
- 1597-1612 Gaston Spinola
- 1612-1620 Maximilian von St-Aldegonde
- 1620-1624 Karl Emanuel de Gorrevod
- 1624-1626 Hermann von Burgund
- 1626-1632 Hugo van Noyelles
- 1632-1635 Испанска окупация
- 1635-1640 Willem Bette
- 1640-1647 Jan van Wiltz
- 1649-1665 Lancelot Schetz van Grobbendonk
- 1665-1684 Johann Franz Desideratus от Nassau-Siegen
- 1685-1702 Hendrik Ludwig Lamoraal von Ligne
- 1702-1705 Franz Sigmund von Thurn und Taxis (1655-1710)
- 1703-1705 Ludwig von Sinzendorff
- 1705-1707 Jean-Pierre de Goës (Goossens)
- 1707-1709 Ferdinand Bertrand de Quiros
- 1709-1710 Johann Wenzel von Gallas
- 1710-1713 Franz Adolf von Sinzerling
- 1713 Ludwig von Sinzendorff
- 1713-1714 Georg von Tunderfeld
- 1714-1723 Franz Sigmund von Thurn und Taxis
- 1725-1728 Otto von Vehlen
- 1728-1754 Wolfgang Wilhelm von Bournonville (Дом Бурнонвил)